# Rowan Williams
Rowan Douglas Williams, Baron Williams of Oystermouth (* 14. června 1950 Swansea) je anglikánský biskup, teolog a básník.

## Život
Vysvěcen na kněze byl v roce 1978. V letech 1977 až 1992 působil jako učitel, děkan a kaplan v Cambridge a profesor teologie v Oxfordu. Roku 1992 se stal biskupem v Monmouthu a roku 2000 arcibiskupem Walesu. V roce 2002 jej zvolili 104. canterburským arcibiskupem. Stal se prvním arcibiskupem z Canterbury od dob reformace, který se nenarodil v Anglii.
Williams čte nebo hovoří v 11 jazycích: anglicky, velšsky, španělsky, francouzsky, německy, rusky, biblickou hebrejštinou, latinsky a biblickou i moderní řečtinou.
Je obhájcem teistické evoluce.

## Dílo
- Christian Spirituality (1980)
- The Truce of God (1983)
- On Christian Theology (1999)
- Writing in the Dust: After September 11 (2002)
- Lost Icons (2002)

Rowan Williams je také autorem několika básnických sbírek.